# Tuéjar
Tuéjar (em castelhano e oficialmente) ou Toixa (em valenciano) é um município da Espanha na província de Valência, Comunidade Valenciana. Tem 121,9 km² de área e em 2021 tinha 1 164 habitantes (densidade: 9,5 hab./km²).

## Demografia
| Variação demográfica do município entre 1991 e 2004 | Variação demográfica do município entre 1991 e 2004 | Variação demográfica do município entre 1991 e 2004 | Variação demográfica do município entre 1991 e 2004 |
| --------------------------------------------------- | --------------------------------------------------- | --------------------------------------------------- | --------------------------------------------------- |
| 1991                                                | 1996                                                | 2001                                                | 2004                                                |
| 1387                                                | 1342                                                | 1218                                                | 1212                                                |